# Ježovka (Čestmír Suška)
Ježovka je bronzová plastika, kterou vytvořil český sochař a režisér Čestmír Suška. Nachází se v exteriéru parku na náměstí Dr. Brauna, u nádraží Ostrava-Svinov v Ostravě-Svinově v Moravskoslezském kraji a Horním Slezsku.

## Historie a popis díla
Tato Ježovka byla instalovaná ve Svinově v roce 2008. Autor zmiňuje, že plastiku vytvořil již v roce 1994 a také ji vyráběl a prodával v různých variantách z různých materiálů včetně skla. Plastika snad připomíná mořské ježovky (Echinoidea) a je umístěna v betonových základech v trávníku parku.

## Galerie

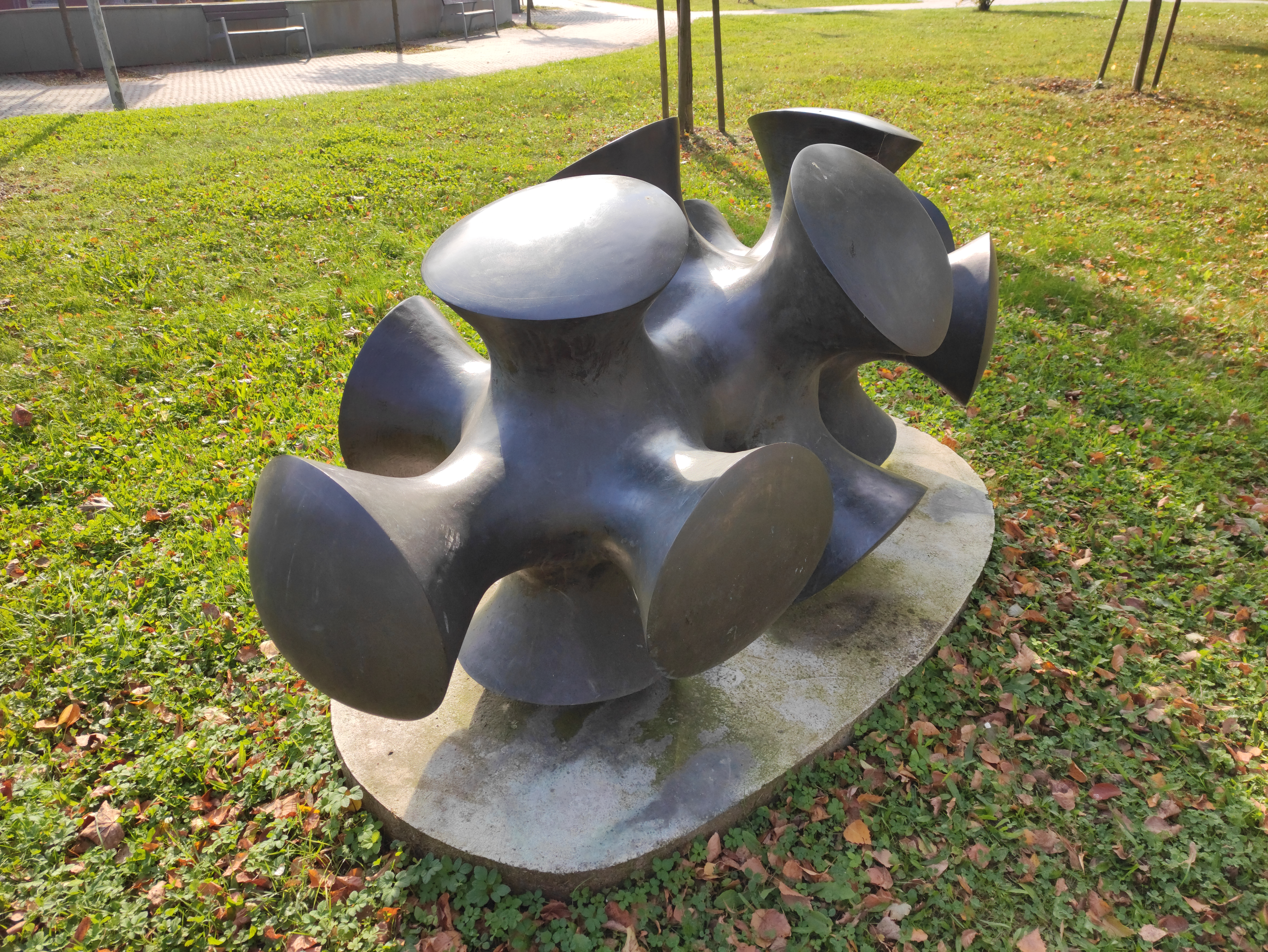
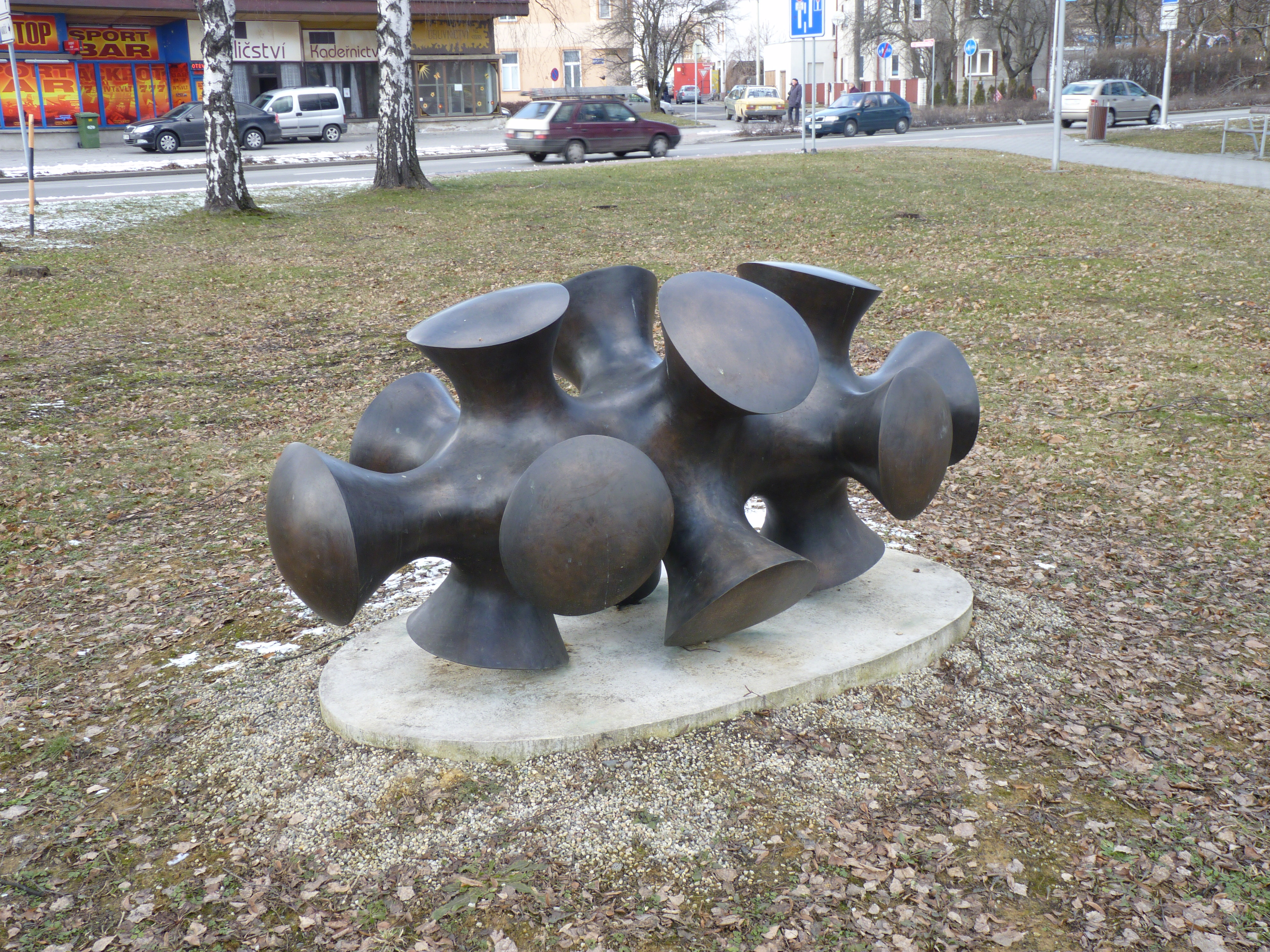